# Coppa di Lega
La Coppa di Lega è stato un trofeo italiano di hockey su ghiaccio che venne assegnato a partire dal campionato 2011-2012 nel torneo di serie A (Elite.A) alla squadra vincitrice della regular season (nel 2013 venne assegnata dopo un mini torneo tra le prime quattro) e nel campionato di serie A2 (Seconda Divisione) dopo una serie giocata al meglio dei tre incontri tra le prime due classificate al termine della stagione regolare (in seguito l'assegnazione nella seconda divisione venne sospesa per la partecipazione delle squadre cadette italiane alla Inter-National-League).

## Storia e formula
La prima coppa venne assegnata nella stagione 2011/12, in serie A alla prima classificata al termine della stagione regolare, mentre in serie A2 dopo una serie (al meglio delle tre gare) tra le prime due classificate. Tuttavia, l'assegnazione del trofeo venne sospesa nella massima serie già a partire dal campionato successivo, mentre continuò ad essere assegnata nel campionato cadetto, ma solo fino al 2013 a causa della partecipazione delle squadre cadette italiane al campionato di secondo livello austriaco. Nel 2014 quindi, a seguito della riforma dei campionati, mentre non venne assegnata in seconda divisione tornò ad essere assegnata nella Elite.A, ma questa volta solo dopo la disputa di un mini torneo (valevole per i playoff) tra le prime 4 classificate al termine della stagione regolare.

Il trofeo non venne più assegnato nel 2015, a seguito della soppressione della Lega Hockey. Nonostante la successiva rinascita della Lega il trofeo in seguito non venne comunque più riproposto.

## Albo d'oro

### Serie A/Elite.A
- 2012 -  Val Pusteria
- 2013 - non assegnata
- 2014 -  Val Pusteria

### Serie A2/Seconda Divisione
- 2012 -  Neumarkt-Egna
- 2013 -  Vipiteno Broncos
- 2014 - non assegnata